# Musculus transversus thoracis
De musculus transversus thoracis of dwarse borstkasspier is spier die ontspringt achter het borstbeen en verloopt naar de kraakbeenderen van de 2-6e rib. Deze spier heeft als functie om de borstkas te vernauwen bij uitademen. De spier wordt geïnnerveerd door de nervi intercostales.